# Chromis atrilobata
Chromis atrilobata är en fiskart som beskrevs av Gill 1862. Chromis atrilobata ingår i släktet Chromis och familjen Pomacentridae. IUCN kategoriserar arten globalt som livskraftig. Inga underarter finns listade i Catalogue of Life.